# Ruperto Long
Ruperto Enzo Long Garat (Rosario, 23 de diciembre de 1952) es un ingeniero civil, escritor y político uruguayo. 
Pertenece al Partido Nacional, y el 8 de julio de 2020 asumió el rol de Presidente del Laboratorio Tecnológico del Uruguay (LATU) por segunda vez. 
Fue Ministro del Tribunal de Cuentas de la República desde el 7 de julio de 2010 hasta el 5 de junio de 2019, y senador de la República en el período 2005-2010.

## Biografía
Long está casado con la ingeniera Susana Galli Herrero y es padre de dos hijos, Rodolfo y Magdalena.
Es ingeniero civil egresado de la Facultad de Ingeniería de la Universidad de la República, especializado en estructuras y puentes, habiendo realizado en la Universidad de Harvard (Harvard Business School) el curso ejecutivo Building Development Capabilities en Management de Tecnología.
Desde 1999 es Académico Titular, electo por la Academia Nacional de Ingeniería.
Entre 1990 y 2003 ocupa el cargo de Presidente del Laboratorio Tecnológico del Uruguay (LATU). Asimismo en 1994 y 1995 desempeña el cargo de Presidente de UTE (mayor empresa de Uruguay).
Integra los Consejos Directivos de la Fundación Ciudad de Montevideo y de la IIACF (International Israel Allies Caucus Foundation (sedes en Washington D. C. y Jerusalén). Con anterioridad ha sido Presidente del Comité Paralímpico Uruguayo, la Asociación Estratégica de Institutos Tecnológicos del MERCOSUR, la Cumbre de Organismos Tecnológicos del Hemisferio Sur, el Instituto de Cultura Uruguay-Israel y ha sido Coordinador Ejecutivo del Comité Nacional de Calidad. Asimismo ha integrado los Consejos Directivos de The Berne Initiative (sede en Suiza) y de la Unión Iberoamericana de Ciencia y Tecnología (sede en España).
Ha dictado numerosas conferencias sobre temas socioeconómicos, instituciones tecnológicas, calidad, energía, ingeniería, etc., tanto en Uruguay como en distintos países de América Latina, en Estados Unidos, España, Alemania, China, Sudáfrica y Japón entre otros.

## Ámbito político y gremial
Miembro de la Directiva del Centro de Estudiantes de Ingeniería y Agrimensura (CEIA) y Consejero de la Facultad de Ingeniería por el Orden Estudiantil, desde 1972 hasta la intervención de la Universidad de la República por la dictadura instaurada en junio de 1973.
En las elecciones nacionales de 1984 fue elegido suplente al Senado de la República por el Movimiento Por la Patria del Partido Nacional.
Entre 1985 y 1989 fue miembro del Directorio del Partido Nacional y Secretario Ejecutivo del Movimiento Nacional Por la Patria, ambos presididos por Wilson Ferreira Aldunate.
En el año 2000 fue nominado candidato único por el Partido Nacional a la Intendencia Municipal de Montevideo, cargo que perdió ante Mariano Arana, candidato del Frente Amplio.
De cara a las internas de 2004, funda el Movimiento Con Todos y apoya la postulación a la presidencia de Jorge Larrañaga. En las elecciones nacionales de 2004 es electo Senador de la República, ocupando dicha banca desde el 15 de febrero de 2005.
En el Senado fue autor de diversos proyectos de ley que resultaran aprobados, entre los cuales se cuentan la Ley N.º 18.651 Protección Integral de los Derechos de las Personas con Discapacidad y la Ley N.º 18.323 Consorcios de Exportación.
El 2 de octubre de 2008 se presentó el grupo «Unión por Uruguay», una alianza de varias agrupaciones dentro del Partido Nacional que apoyaron la precandidatura de Jorge Larrañaga para las elecciones internas de 2009. Integraron la «UxU» la Unión Cívica, la Corriente Social Cristiana, el Movimiento Nacional de Rocha y el Movimiento Con Todos.
El 7 de julio de 2010 fue designado Ministro del Tribunal de Cuentas, y el 5 de junio de 2019 renuncia, para colaborar con la candidatura presidencial de Luis Lacalle Pou  .

Al año siguiente, el 8 de julio de 2020, asume el rol de Presidente del Laboratorio Tecnológico del Uruguay (LATU) por segunda vez.

## Publicaciones
Se han publicado los siguientes libros de su autoría:
- 2023 , El Ataque Final (Aguilar)
- 2018, La mujer que volvió del abismo (Aguilar)
- 2016, La niña que miraba los trenes partir (Aguilar)
- 2013, Piantao (Aguilar)
- 2012, No dejaré memorias. El enigma del Conde de Lautréamont (Aguilar). Fue presentado en la Feria Internacional del Libro de Guadalajara, México (presentadores: David Toscana y César Arístides, noviembre de 2012), en la Universidad FLACSO de Quito, Ecuador (presentadores: Fernando Balseca y Eduardo Puente, noviembre de 2012), en la Escuela de Sicología Social del Sur, Buenos Aires, Argentina (presentadora: Gladys Adamson, octubre de 2012), en el Teatro Solís de Montevideo (presentadores: Horacio Ferrer, Fernando Butazzoni y Mario Delgado Aparaín) y en la Feria Internacional del Libro de Uruguay (presentadores: Ana Olivera y Hebert Benítez Pezzolano).
- 2009, Hablando claro (Cruz del Sur).
- 2002, Che bandoneón (Cruz del Sur).

Asimismo ha tomado parte en siete libros colectivos, publicados en Uruguay, Brasil y Paraguay:
- Oportunidades y retos de la América Latina: energía, alimentos y ética (2011, libro colectivo, Luis Alberto Lacalle, Vinicio Cerezo, Jaime Paz Zamora, Juan Carlos Wasmosy, Alberto Scavarelli y otros).
- El costo de la corrupción en el Uruguay (2002, libro colectivo, Luis Moreno Ocampo y otros).
- Competitividad industrial e estrategia de desenvolvimento para o comercio exterior (2002, libro colectivo, Helio Jaguaribe, Renata Nascimento y otros).
- Energía: aportes hacia una política de estado (2001, libro colectivo, Luis Stolovich, Luis Porto y otros).
- Los desafíos de las administraciones públicas frente a la integración regional (1997, libro colectivo, Eugenie Turton, Correa Freitas y otros).
- Ciencia y tecnología como fuerzas productivas (1991, libro colectivo, Tabaré Vázquez, Nelson Pilosof, Juan Grompone y otros).
- Construcción de viviendas como factor de reactivación económica en el Uruguay (1986, libro colectivo, Premio Banco Hipotecario del Uruguay).

También es autor de aproximadamente 150 trabajos y artículos sobre temas políticos y académicos de su especialidad, publicados en medios nacionales e internacionales, en varios de los cuales se ha desempeñado como columnista permanente.

## Reconocimientos
Ha recibido, entre otros, los siguientes premios y reconocimientos:
- 1999, Premio Eslabón Solidario, por su apoyo a las personas con discapacidad.
- 1999, Premio Génesis a los inventores nacionales conjuntamente con el ingeniero Alberto Ponce Delgado, por su patente Método para fortalecer puentes.
- 2002, Premio World Trade Center.
- 2002, Premio Morosoli, por la creación y desarrollo de Espacio Ciencia.
- Presidente de Honor de OISCA Uruguay.
- 2012, Premio Jerusalén, otorgado por la alcaldía de Jerusalén y la WZO.
- 2012, Ingeniero del año, otorgado por la Asociación de Ingenieros del Uruguay.
- 2013, Condecorado Caballero de la Orden de las Artes y las Letras de Francia.
- 2015, Medalla al Mérito Juan Zorrilla de San Martín por sus obras sobre Lautreamont y Horacio Ferrer.
- 2016, Premio Libro de Oro otorgado por la Cámara Uruguaya del Libro, en la categoría ficción autor nacional.